# Андрес Бельо

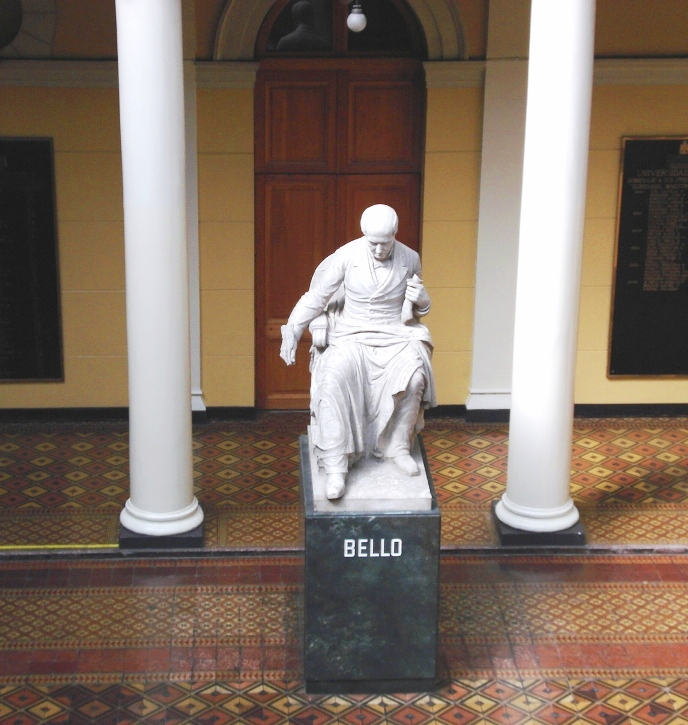
Пам'ятник Бельо біля головного корпусу Чилійського університету

Андрес Бельо, Бельйо (ісп. Andrés Bello; 29 листопада 1781, Каракас, Венесуела — 15 жовтня 1865, Сантьяго, Чилі) — венесуельський і чилійський філософ, державний діяч, письменник, основоположник латиноамериканської філології.

## Життєпис
Народився 29 листопада 1781 року в Каракасі у Венесуелі. Навчався на філософському факультеті Королівського університету в Каракасі і 1802 року вступив на іспанську службу при венесуельському наміснику, але 1810 року, коли почалася війна за звільнення іспанських колоній, приєднався до революційної партії і взяв участь разом з Сімоном Боліваром і Лопесом Мендесом у поїздці з метою просити допомогу Англії колоніям проти Наполеона I та іспанців.
Коли 1812 року іспанське панування у Венесуелі знову взяло перевагу, Бельо залишився в Англії, займався дослідженням іспанської мови і особливо коментарями та примітками до «La gesta de mio Cide», які є важливою складовою історії іспанської літератури і вийшли лише через 16 років після його смерті. Так само ретельно він дослідив «Хроніку» Тюрпена, поему «Несамовитий Роланд» Лудовіко Аріосто і переклав іспанською твір Берні[уточнити] з історії іспанської літератури. 1832 року Бельо видав твір про міжнародне право (англ. «El principio de derecho de gentes», останнє видання, Париж, 1860), перекладене французькою та німецькою мовами.
1843 року здійснився його проєкт заснування Чилійського університету, причому його призначено ректором цього університету та залишався на цій посаді до своєї смерті у 1865 році. За ці роки він написав кілька серйозних творів з правознавства і склав зведення цивільних законів (англ. Codigo civil), яке й уведено в Чилі 1855 року. Чилійський конгрес законом від 5 вересня 1872 ухвалив видати всі твори Бельо коштом уряду. Вони вийшли в Сантьяго в 1881—1883 роках у шести томах, із доданням до них біографії Бельо.

## Вшанування
У Венесуелі 1965 року засновано орден Бельо, який вручають за визначні досягнення в галузі культури. Католицький університет у Каракасі носить ім'я Андреса Бельо. Його портрет вміщено на банкнотах: 20000 чилійських песо та 2000 венесуельських боліварів .

## Твори
- Calendario manual y guía universal de forasteros en Venezuela para el año de 1810, con superior permiso
- Arte de escribir con propiedad, compuesto por el Abate Condillac, traducido del francés y arreglado a la lengua castellana
- A la vacuna y al Anauco
- El romance a un samán
- Los sonetos a la victoria de Bailén
- A un Artista
- Mis deseos
- Venezuela consolada y España restaurada
- Resumen de la Historia de Venezuela
- Alocución a la Poesía
- Silva a la Agricultura de la Zona Tórrida
- Principios de Derecho Internacional
- Cosmografía o descripción del universo conforme a los últimos descubrimientos
- Compendio
- Proyecto de Código Civil
- Código Civil de. Fundación La Casa de Bello